# Franc Dolinar
Franc Dolinar, slovenski rimskokatoliški duhovnik in cerkveni zgodovinar, * 28. april 1915, Ljubljana, † 23. oktober 1983, Rim. 

## Življenjepis
Dolinar je leta 1939  končal študij teologije na TEOF v Ljubljani. Po posvečenju je postal prefekt v Škofijskih zavodih v Šentvidu, vmes pa je do 1943 študiral cerkveno zgodovino na papeški univerzi Gregoriana v Rimu. Leta 1945 je odšel v begunstvo, delal med drugim v Vatikanskem arhivu (od 1970) in bil od 1975 kanonik v baziliki Marije v Cosmedinu.

## Delo
Dolinar je že kot dijak Škofijske gimnazije pisal v glasilo Zveze katoliških dijakov Mi mladi borci, pozneje pa je postal oster in dosleden nasprotnik komunizma. Veliko je objavljal v slovenskih revijah v Argentini
(Meddobje, Glas Slovenske kulturne akcije, Sij slovenske svobode), več njegovih študij pa hranijo v zavodu Slovenik v Rimu. Izbor njegovih člankov, esejev in razprav je izšel v knjigi Slovenska katoliška obzorja (Buenos Aires, 1990).